# Абдулмумін-хан
Абдулмумін-хан (1738 — 1751) — 10-й володар Бухарського ханства у 1747—1751 роках. Повне ім'я Мухаммад Абдулмумін-хан.

## Життєпис
Походив з династії Аштарханідів. Син Абу'л-Фаїз-хана. Народився 1738 року в Бухарі. 1747 року після повалення батька оголошений новим ханом. Втім фактичну владу мав аталик Мухаммад-Рахім-бій. Останній для зміцнення становища одружився з сестрою хана, а самого Абдулмуміна одружив зі своєю донькою. За цим прийняв титул малік аль-мульк (володар держави). В цей час було відвойовано в персів Балхську область.
1751 року хан спробував домогтися самостійності та відсторонити Мухаммада-Рахім-бія від влади. Натомість сам був повалений й страчений. Новим ханом став його брат Убайдулла-хан III.